# Saint Seiya: Die Krieger des Zodiac
Saint Seiya: Die Krieger des Zodiac (japanisch 聖闘士星矢: Knights of the Zodiac) ist ein japanischer Web-Anime, der auf dem Manga Saint Seiya aus den 1980er Jahren von Masami Kurumada basiert.

## Handlung
Seiya ist ein Teenager, der von Mitsumasa Kido als sagenumwobener Bronze Knight rekrutiert wird. Die Serie folgt Seiya und den Bronze Knights, die sich dem Kampf mit verschiedenen Kriegern stellen müssen, um zu den auserwählten Kriegern der Göttin Athene aufzusteigen. Gleichzeitig ist der junge Seiya auf der Suche nach seiner vermissten Schwester.

## Produktion
Im August 2017 wurde angekündigt, dass die Serie unter dem Titel Knights of the Zodiac als Zusammenarbeit mit Netflix entstehen soll. Der Anime entstand beim Studio Toei Animation und wurde als Computeranimationsserie hergestellt. Für die bereits elfte Adaption der Manga-Vorlage wurde Yoshiharu Ashino als Regisseur und unter anderen Eugene Son als Autor verpflichtet. Das Charakterdesign stammt von Takashi Okazaki und Terumi Nishii, für weitere Designs waren Kazushi Fujii und Masakazu Miyake verantwortlich. Als Produzent fungierte Yoshiyuki Ikezawa. Die Musik der Serie wurde komponiert von Yoshihiro Ike.
Die 12 je 30 Minuten langen Folgen erschienen in zwei Teilen: Die ersten sechs Episoden wurden am 19. Juli 2019 auf Netflix veröffentlicht und adaptieren lose die Handlungsbögen „Galaxian Wars“ und „Black Knights“ aus dem Manga. Die nächsten sechs Folgen waren an die Geschichte „Silver Saints-Arc“ angelehnt und wurden am 23. Januar 2020 veröffentlicht. Netflix brachte den Anime international gleichzeitig in mehreren Synchronfassungen heraus, darunter neben der japanischen unter anderem auch deutsche, englische und französische.

## Synchronisation
Die deutsche Synchronfassung entstand bei VSI Berlin. Regie führte Philippa Jarke, der auch das Dialogbuch schrieb.
| Rolle             | Japanische Sprecher  | Deutsche Sprecher  |
| ----------------- | -------------------- | ------------------ |
| Pegasus Seiya     | Masakazu Morita      | Max Felder         |
| Dragon Shiryu     | Takahiro Sakurai     | Tim Schwarzmaier   |
| Cygnus Hyoga      | Hiroaki Miura        | Sebastian Kluckert |
| Andromeda Shun    | Satomi Satō          | Lea Kalbhenn       |
| Phoenix Ikki      | Katsuyuki Konishi    | Jannik Endemann    |
| Saori Kido/Athena | Fumiko Orikasa       | Lina Rabea Mohr    |
| Mitsumasa Kido    | Katsuhisa Hōki       | Axel Lutter        |
| Seika             | Yukiko Motoyoshi     | Anni C. Salander   |
| Aries Mu          | Takumi Yamazaki      | Alessandro Alioto  |
| Eagle Marin       | Fumiko Inoue         | Gundi Eberhard     |
| Guilty            | Masafumi Kimura      | Milton Welsh       |
| Cassios           | Toshitsugu Takashina | Bernd Egger        |
| Ophiuchus Shaina  | Yuka Komatsu         | Lisa May-Mitsching |
| Unicorn Jabu      | Hideo Ishikawa       | Stefan Fitzner     |
| Bear Geki         | Kohei Fukuhara       | Marko Bräutigam    |
| Hound Asterion    | Ryōhei Arai          | Jörn Linnenbröker  |
| Whale Moses       | Tetsu Inada          | Paul Matzke        |
| Crow Jamian       | Junji Kitajima       |                    |
| Hydra Ichi        | Masaya Onosaka       |                    |
| Vander Graad      | Hideaki Tezuka       | Erich Räuker       |
| Erzähler          | Hideyuki Tanaka      |                    |

## Episodenliste

### Staffel 1
| Nr. (ges.) | Nr. (St.) | Deutscher Titel                      | Originaltitel | Erstausstrahlung Japan | Deutschsprachige Erstveröffentlichung (D) |
| ---------- | --------- | ------------------------------------ | --- | ---------------------- | ----------------------------------------- |
| 1          | 1         | Seiya                                | 星矢 (Seiya) | 19. Juli 2019          | 19. Juli 2019                             |
| 2          | 2         | Entzünde dein Kosmo                  | コスモを燃やせ (Kosumo o moyase) (Burn Your Cosmo)                                                                          | 19. Juli 2019          | 19. Juli 2019                             |
| 3          | 3         | Der Kampf gegen den Drachen          | ドラゴン登場 (Doragon tōjō) (Enter The Dragon)                                                                              | 19. Juli 2019          | 19. Juli 2019                             |
| 4          | 4         | Die Kette des Nebels                 | 星雲鎖 (Nebyura Chēn) (Nebula Chain)                                                                                        | 19. Juli 2019          | 19. Juli 2019                             |
| 5          | 5         | Die Schwarzen Saints                 | 暗黒聖闘士 (Burakku Seinto) (The Black Knights)                                                                             | 19. Juli 2019          | 19. Juli 2019                             |
| 6          | 6         | Der Aufstieg des Phoenix             | 蘇る不死鳥 (Fenikkusu) (Phoenix Rising)                                                                                     | 19. Juli 2019          | 19. Juli 2019                             |
| 7          | 7         | Die Silbernen Saints                 | シルバーナイト (Shirubānaito) (The Silver Knights)                                                                          | 23. Jan. 2020          | 23. Jan. 2020                             |
| 8          | 8         | Die anbrechende Flut                 | 上昇する潮 (Jōshō suru shio) (The Rising Tide)                                                                              | 23. Jan. 2020          | 23. Jan. 2020                             |
| 9          | 9         | Der Kampf für Athena                 | アテナを守る (Atena o mamoru) (To Fight For Athena)                                                                         | 23. Jan. 2020          | 23. Jan. 2020                             |
| 10         | 10        | Die Herausforderung                  | 挑戦 (Chōsen) (The Challenge)                                                                                               | 23. Jan. 2020          | 23. Jan. 2020                             |
| 11         | 11        | Die Prophezeiung                     | 予言 (Yogen) (The Prophecy)                                                                                                 | 23. Jan. 2020          | 23. Jan. 2020                             |
| 12         | 12        | Ein Krieg endet, der nächste beginnt | 一つの戦争が終わり、別の戦争が始まる (Hitotsu no sensō ga owari,-betsu no sensō ga hajimaru) (One War Ends, Another Begins) | 23. Jan. 2020          | 23. Jan. 2020                             |

### Staffel 2
| Nr. (ges.) | Nr. (St.) | Deutscher Titel                        | Originaltitel                                                                    | Erstausstrahlung Japan | Deutschsprachige Erstveröffentlichung (D) |
| ---------- | --------- | -------------------------------------- | -------------------------------------------------------------------------------- | ---------------------- | ----------------------------------------- |
| 13         | 1         | Die zwölf Tempel                       | 十二宮 (Jūnikyū) (The Twelve Houses)                                             | 31. Juli 2022          | 1. Aug. 2022                              |
| 14         | 2         | Der siebte Sinn                        | セブンセンシズ (Sebunsenshizu) (The Seventh Sense)                               | 31. Juli 2022          | 1. Aug. 2022                              |
| 15         | 3         | Insel Andromeda                        | アンドロメダ島 (Andoromedatō) (Andromeda Island)                                 | 7. Aug. 2022           | 8. Aug. 2022                              |
| 16         | 4         | Kaltherzig                             | 氷の心 (Kōri no kokoro) (Cold Hearted)                                           | 14. Aug. 2022          | 15. Aug. 2022                             |
| 17         | 5         | Das Reich der Toten                    | 黄泉比良坂 (Yomotsuhirasaka) (The Land of the Dead)                              | 21. Aug. 2022          | 22. Aug. 2022                             |
| 18         | 6         | Wiedergeburt des aufsteigenden Drachen | 紫龍復活 (Kotatsu no fukkatsu) (Rebirth of the Rising Dragon)                    | 28. Aug. 2022          | 29. Aug. 2022                             |
| 19         | 7         | Kampf um den Tempel von Leo            | 獅子の闘い (Shishi no tatakai) (Battle for the House of Leo)                     | 4. Sep. 2022           | 5. Sep. 2022                              |
| 20         | 8         | Die Skull Knights                      | 骸骨聖闘士 (Gaikotsu seinto) (The Skull Knights)                                 | 11. Sep. 2022          | 12. Sep. 2022                             |
| 21         | 9         | Spiegelbilder                          | 鏡の中の敵 (Kagami no naka no teki) (Reflections)                                | 18. Sep. 2022          | 19. Sep. 2022                             |
| 22         | 10        | Der Gottgleiche                        | もっとも神に近い男 (Mottomo kami ni chikai otoko) (The One as Powerful as a God) | 25. Sep. 2022          | 26. Sep. 2022                             |
| 23         | 11        | Himmelsschatz                          | 天舞宝輪 (Tenmu hōwa) (Heaven’s Treasure)                                        | 2. Okt. 2022           | 3. Okt. 2022                              |
| 24         | 12        | Die Geheimnisse von Sanctuary          | 聖域の秘密 (Seiiki no himitsu) (The Secrets of Sanctuary)                        | 9. Okt. 2022           | 10. Okt. 2022                             |